# Campionats del món de ciclisme de muntanya de 1999

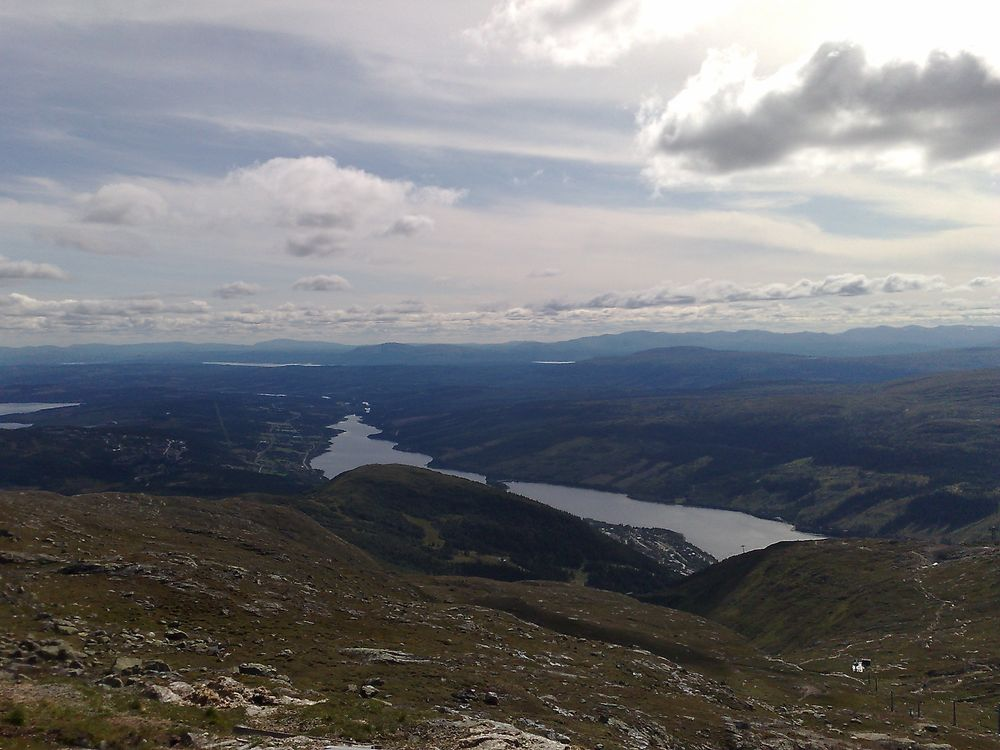
Imatge de la zona on es ca desenvolupar la prova.

Els Campionats del món de ciclisme de muntanya de 1999 van ser la 10a edició dels Campionats del món de ciclisme de muntanya organitzats per la Unió Ciclista Internacional. Les proves tingueren lloc de l'11 al 19 de setembre de 1999 a Åre (Comtat de Jämtland) a Suècia.

## Resultats

### Camp a través
| Proves         | Or                                                                                  | Plata                                                                           | Bronze                                                                |
| Masculí        | Michael Rasmussen (DEN)                                                             | Miguel Martinez (FRA)                                                           | Filip Meirhaeghe (BEL)                                                |
| Femení         | Margalida Fullana (ESP)                                                             | Alison Sydor (CAN)                                                              | Paola Pezzo (ITA)                                                     |
| Masculí sub-23 | Marco Bui (ITA)                                                                     | Cadel Evans (AUS)                                                               | Martino Fruet (ITA)                                                   |
| Masculí júnior | Nicolas Filippi (FRA)                                                               | Carlos Coloma (ESP)                                                             | Florian Vogel (SUI)                                                   |
| Femení júnior  | Anna Szafraniec (POL)                                                               | Lea Fluckiger (SUI)                                                             | Sonja Traxel (SUI)                                                    |
| Relleus Mixt   | Espanya · Roberto Lezaun · Margalida Fullana · Carlos Coloma · José Antonio Hermida | França · Miguel Martinez · Sandra Temporelli · Julien Absalon · Nicolas Filippi | Canadà · Roland Green · Alison Sydor · Ryder Hesjedal · Ricky Federau |

### Descens
| Proves         | Or                           | Plata                | Bronze               |
| Masculí        | Nicolas Vouilloz (FRA)       | Mickael Pascal (FRA) | Eric Carter (USA)    |
| Femení         | Anne-Caroline Chausson (FRA) | Katja Repo (FIN)     | Sari Jorgensen (SUI) |
| Masculí júnior | Nathan Rennie (AUS)          | David Wardell (GBR)  | Jarrod Rando (AUS)   |
| Femení júnior  | Sabrina Jonnier (FRA)        | Kathy Pruitt (USA)   | Helen Gaskell (GBR)  |

## Medaller
| Pos.  | País         | Or | Plata | Bronze | Total |
| 1     | França       | 4  | 3     | 0      | 7     |
| 2     | Espanya      | 2  | 1     | 0      | 3     |
| 3     | Austràlia    | 1  | 1     | 1      | 3     |
| 4     | Itàlia       | 1  | 0     | 2      | 3     |
| 5     | Dinamarca    | 1  | 0     | 0      | 1     |
| 5     | Polònia      | 1  | 0     | 0      | 1     |
| 7     | Suïssa       | 0  | 1     | 3      | 4     |
| 8     | Canadà       | 0  | 1     | 1      | 2     |
| 8     | Regne Unit   | 0  | 1     | 1      | 2     |
| 8     | Estats Units | 0  | 1     | 1      | 2     |
| 11    | Finlàndia    | 0  | 1     | 0      | 1     |
| 12    | Bèlgica      | 0  | 0     | 1      | 1     |
| Total | Total        | 10 | 10    | 10     | 30    |